# Socket S1
Socket S1 — роз'єм мікропроцесорів, використовується компанією AMD для процесорів власного виробництва: Turion 64, Athlon 64 Mobile та пізніх версій процесора Sempron, який разом із двохядерною версією Turion 64 було представлено громадськості 17 травня 2006. Socket S1 має 638 контакти, і є заміною роз'єму Socket 754 для лептопів.

## Технології
Socket S1 підтримує двохканальну оперативну пам'ять DDR2 SDRAM, двохядерні мобільні процесори, а також технологію апаратної віртуалізації.
Продовжуючи порушувати традицію, компанія AMD так і не опублікувала технічну документацію («Socket S1g1 Processor Functional Data Sheet») для даного розніму.

## Ресурси тенет
- AMD Preps to Switch to Socket S1, Socket M2, Socket F [Архівовано 11 грудня 2016 у Wayback Machine.]